# Kanaganakoppa, Gauribidanur
Kanaganakoppa là một làng thuộc tehsil Gauribidanur, huyện Chikkaballapur, bang Karnataka, Ấn Độ.